# Justin Fletcher
Pour les articles homonymes, voir Fletcher.
Justin Fletcher est un acteur et animateur de télévision britannique né le 15 juin 1970 à Reading en Angleterre.

## Filmographie

### Cinéma
- 1995 : Wallace et Gromit : Rasé de près : Shaun
- 2015 : Shaun le mouton, le film : Shaun et Timmy
- 2018 : The CBeebies Christmas Show: Thumbelina : Mme Toad
- 2019 : Shaun le mouton : La ferme contre-attaque : Shaun et Timmy

### Télévision
- 1994 : Class Act : un journaliste (1 épisode)
- 1999-2002 : Tweenies : Jake et Doodles (95 épisodes)
- 2002-2003 : Fimbles : Scooter (49 épisodes)
- 2002-2004 : Tikkabilla : Justin et le présentateur (7 épisodes)
- 2004-2007 : Boo! : plusieurs personnages (11 épisodes)
- 2007-2008 : Chop Socky Chooks : plusieurs personnages (17 épisodes)
- 2007-2014 : Shaun le mouton : Shaun et Timmy (83 épisodes)
- 2008 : Le Club des cinq : Nouvelles Enquêtes : Timmy (5 épisodes)
- 2009-2012 : Voici Timmy : Timmy (42 épisodes)
- 2009-2019 : Gigglebiz : plusieurs personnages (101 épisodes)
- 2011-2017 : Justin's House : Justin (82 épisodes)
- 2014-2016 : Somethin Special: We're All Friends (18 épisodes)
- 2015 : Shaun le mouton : Les Lamas du fermier : Shaun
- 2019 : Amandine Malabul, sorcière maladroite : Marvin Pringle, M. Tumble et Arthur Sleep (2 épisodes)
- 2019 : CBeebies : Justin (1 épisode)